# Antoine Breguet
Pour les articles homonymes, voir Breguet.
Antoine Breguet, né à Paris le 26 janvier 1851 et mort à Paris 1er le 8 juillet 1882, est un physicien français, arrière-petit-fils de l'horloger et physicien Abraham Breguet, fils du physicien Louis Clément François Breguet (1804-1883) et père des frères avionneurs Louis Charles Breguet (1880-1955) et Jacques Eugène Henri Breguet (1881-1939). Sa fille Madeleine Camille Breguet (1878-1900) épouse en 1898 Jacques Bizet (1872-1922), fils du compositeur Georges Bizet et meurt prématurément et sans descendance à l'âge de 21 ans.

## Biographie
En 1870, alors qu'il est étudiant, Antoine Breguet est embauché dans le bataillon des mineurs auxiliaires du génie constitué par l'ingénieur en chef des mines Eugène Jacquot pour participer à la défense de la capitale. Deux ans plus tard, il entre à l'École polytechnique, devenant ainsi le premier membre de sa famille à faire des études supérieures. À sa sortie de Polytechnique, il entre dans l'entreprise familiale. 
Celle-ci, tout en conservant son siège social au quai de l'Horloge, dispose depuis 1872 au 81, boulevard du Montparnasse (6e arrondissement) d'ateliers mieux adaptés à son activité qui commence à prendre un caractère industriel. Antoine Breguet y construit la machine de Gramme, et signe avec Zénobe Gramme un traité en 1875, puis écrit un livre sur la théorie de la machine de Gramme qui sort en 1880. Il construit des appareils d'expériences et de laboratoire : électroaimants, bobine d'induction, condensateurs. Il invente un anémomètre enregistreur mu par l'électricité en 1875 et un téléphone à mercure.
En 1881, il transforme l'horlogerie familiale en société anonyme sous la dénomination « Maison Bréguet » avec pour objet « la construction, l'installation et le commerce » de matériel électrique (télégraphie, téléphonie, signaux, éclairage, transmission de force à distance...) et pour siège le 37 [sic], quai de l'Horloge. Le 31 décembre de la même année, Antoine Breguet, qualifié d'« ingénieur constructeur » achète, devant notaire, à son père le « fonds de construction d'appareils électriques et d'instruments de précision situé 39, quai de l'Horloge, pour la somme principale de 300 000 francs. » 
En même temps, il lance la construction de nouveaux ateliers au 19, rue Didot dans le quartier de Plaisance (14e arrondissement) dont il ne verra pas l'achèvement (1822). Surmené, Antoine Breguet succombe le 8 juillet 1882 dans son domicile situé au 4, rue Perrault, à un accident cardio-vasculaire. Il est inhumé au cimetière du Père-Lachaise (division 11).  
Il laisse sa femme, Marie Dubois, 24 ans, avec trois enfants en bas âge. La Maison Breguet est confiée à son directeur Gaston Sciama jusqu'à leur majorité.

## Distinctions

### Françaises
- Officier d'académie
- Chevalier de la Légion d'honneur (29 décembre 1881)[9]

### Étrangères
- Chevalier de l'ordre de Léopold (Belgique)
- Commandeur de l'ordre d'Isabelle la Catholique (Espagne)
- Chevalier de l'ordre royal de l'Étoile polaire (Suède)